# Зарура-3 тема
Те́ма Зарура-3 — тема в шаховій композиції ортодоксального жанру. Суть теми — в початковій позиції на ряд ходів чорних, крім одного, заготовлені мати. В хибних слідах білі роблять спроби знайти мат на цей хід, але виникають послаблення і чорні спростовують одним з тематичних ходів ілюзорної гри.

## Історія
Ідею запропонував у 1964 році бразильський шаховий композитор Альміро Еліас Зарур (07.06.1920).
Є задача-блок, але неповний, тобто на всі ходи чорних фігур, крім одного у білих заготовлені відповіді оголошення мату. Білі в хибних слідах намагаються досягти успіху, але кожного разу в чорних один із ходів, які були в ілюзорній грі, спростовує спробу білих. В дійсному рішенні на всі ходи ілюзорної гри і на не заготовлений в початковій позиції хід білі оголошують мати.
А. Зарур відкрив ще ряд тем, тому ідея дістала назву — тема Зарура-3. В книзі Марка Басистого «Словарь терминов шахматной композиции» ця тема описана, як тема Зарура-2.
|   | a | b | c | d | e | f | g | h |   |
| 8 | g7 білий пішак · h7 чорний пішак · d6 чорний пішак · f6 білий слон · h6 білий ферзь · c5 чорний пішак · d5 чорний пішак · f5 білий слон · g5 білий король · h5 білий пішак · b4 чорний пішак · g4 біла тура · h4 білий пішак · a3 білий кінь · b3 чорний пішак · e3 чорний пішак · g3 білий кінь · a2 чорний слон · b2 білий пішак · d2 чорний король · f1 біла тура | g7 білий пішак · h7 чорний пішак · d6 чорний пішак · f6 білий слон · h6 білий ферзь · c5 чорний пішак · d5 чорний пішак · f5 білий слон · g5 білий король · h5 білий пішак · b4 чорний пішак · g4 біла тура · h4 білий пішак · a3 білий кінь · b3 чорний пішак · e3 чорний пішак · g3 білий кінь · a2 чорний слон · b2 білий пішак · d2 чорний король · f1 біла тура | g7 білий пішак · h7 чорний пішак · d6 чорний пішак · f6 білий слон · h6 білий ферзь · c5 чорний пішак · d5 чорний пішак · f5 білий слон · g5 білий король · h5 білий пішак · b4 чорний пішак · g4 біла тура · h4 білий пішак · a3 білий кінь · b3 чорний пішак · e3 чорний пішак · g3 білий кінь · a2 чорний слон · b2 білий пішак · d2 чорний король · f1 біла тура | g7 білий пішак · h7 чорний пішак · d6 чорний пішак · f6 білий слон · h6 білий ферзь · c5 чорний пішак · d5 чорний пішак · f5 білий слон · g5 білий король · h5 білий пішак · b4 чорний пішак · g4 біла тура · h4 білий пішак · a3 білий кінь · b3 чорний пішак · e3 чорний пішак · g3 білий кінь · a2 чорний слон · b2 білий пішак · d2 чорний король · f1 біла тура | g7 білий пішак · h7 чорний пішак · d6 чорний пішак · f6 білий слон · h6 білий ферзь · c5 чорний пішак · d5 чорний пішак · f5 білий слон · g5 білий король · h5 білий пішак · b4 чорний пішак · g4 біла тура · h4 білий пішак · a3 білий кінь · b3 чорний пішак · e3 чорний пішак · g3 білий кінь · a2 чорний слон · b2 білий пішак · d2 чорний король · f1 біла тура | g7 білий пішак · h7 чорний пішак · d6 чорний пішак · f6 білий слон · h6 білий ферзь · c5 чорний пішак · d5 чорний пішак · f5 білий слон · g5 білий король · h5 білий пішак · b4 чорний пішак · g4 біла тура · h4 білий пішак · a3 білий кінь · b3 чорний пішак · e3 чорний пішак · g3 білий кінь · a2 чорний слон · b2 білий пішак · d2 чорний король · f1 біла тура | g7 білий пішак · h7 чорний пішак · d6 чорний пішак · f6 білий слон · h6 білий ферзь · c5 чорний пішак · d5 чорний пішак · f5 білий слон · g5 білий король · h5 білий пішак · b4 чорний пішак · g4 біла тура · h4 білий пішак · a3 білий кінь · b3 чорний пішак · e3 чорний пішак · g3 білий кінь · a2 чорний слон · b2 білий пішак · d2 чорний король · f1 біла тура | g7 білий пішак · h7 чорний пішак · d6 чорний пішак · f6 білий слон · h6 білий ферзь · c5 чорний пішак · d5 чорний пішак · f5 білий слон · g5 білий король · h5 білий пішак · b4 чорний пішак · g4 біла тура · h4 білий пішак · a3 білий кінь · b3 чорний пішак · e3 чорний пішак · g3 білий кінь · a2 чорний слон · b2 білий пішак · d2 чорний король · f1 біла тура | 8 |
| 7 | g7 білий пішак · h7 чорний пішак · d6 чорний пішак · f6 білий слон · h6 білий ферзь · c5 чорний пішак · d5 чорний пішак · f5 білий слон · g5 білий король · h5 білий пішак · b4 чорний пішак · g4 біла тура · h4 білий пішак · a3 білий кінь · b3 чорний пішак · e3 чорний пішак · g3 білий кінь · a2 чорний слон · b2 білий пішак · d2 чорний король · f1 біла тура | g7 білий пішак · h7 чорний пішак · d6 чорний пішак · f6 білий слон · h6 білий ферзь · c5 чорний пішак · d5 чорний пішак · f5 білий слон · g5 білий король · h5 білий пішак · b4 чорний пішак · g4 біла тура · h4 білий пішак · a3 білий кінь · b3 чорний пішак · e3 чорний пішак · g3 білий кінь · a2 чорний слон · b2 білий пішак · d2 чорний король · f1 біла тура | g7 білий пішак · h7 чорний пішак · d6 чорний пішак · f6 білий слон · h6 білий ферзь · c5 чорний пішак · d5 чорний пішак · f5 білий слон · g5 білий король · h5 білий пішак · b4 чорний пішак · g4 біла тура · h4 білий пішак · a3 білий кінь · b3 чорний пішак · e3 чорний пішак · g3 білий кінь · a2 чорний слон · b2 білий пішак · d2 чорний король · f1 біла тура | g7 білий пішак · h7 чорний пішак · d6 чорний пішак · f6 білий слон · h6 білий ферзь · c5 чорний пішак · d5 чорний пішак · f5 білий слон · g5 білий король · h5 білий пішак · b4 чорний пішак · g4 біла тура · h4 білий пішак · a3 білий кінь · b3 чорний пішак · e3 чорний пішак · g3 білий кінь · a2 чорний слон · b2 білий пішак · d2 чорний король · f1 біла тура | g7 білий пішак · h7 чорний пішак · d6 чорний пішак · f6 білий слон · h6 білий ферзь · c5 чорний пішак · d5 чорний пішак · f5 білий слон · g5 білий король · h5 білий пішак · b4 чорний пішак · g4 біла тура · h4 білий пішак · a3 білий кінь · b3 чорний пішак · e3 чорний пішак · g3 білий кінь · a2 чорний слон · b2 білий пішак · d2 чорний король · f1 біла тура | g7 білий пішак · h7 чорний пішак · d6 чорний пішак · f6 білий слон · h6 білий ферзь · c5 чорний пішак · d5 чорний пішак · f5 білий слон · g5 білий король · h5 білий пішак · b4 чорний пішак · g4 біла тура · h4 білий пішак · a3 білий кінь · b3 чорний пішак · e3 чорний пішак · g3 білий кінь · a2 чорний слон · b2 білий пішак · d2 чорний король · f1 біла тура | g7 білий пішак · h7 чорний пішак · d6 чорний пішак · f6 білий слон · h6 білий ферзь · c5 чорний пішак · d5 чорний пішак · f5 білий слон · g5 білий король · h5 білий пішак · b4 чорний пішак · g4 біла тура · h4 білий пішак · a3 білий кінь · b3 чорний пішак · e3 чорний пішак · g3 білий кінь · a2 чорний слон · b2 білий пішак · d2 чорний король · f1 біла тура | g7 білий пішак · h7 чорний пішак · d6 чорний пішак · f6 білий слон · h6 білий ферзь · c5 чорний пішак · d5 чорний пішак · f5 білий слон · g5 білий король · h5 білий пішак · b4 чорний пішак · g4 біла тура · h4 білий пішак · a3 білий кінь · b3 чорний пішак · e3 чорний пішак · g3 білий кінь · a2 чорний слон · b2 білий пішак · d2 чорний король · f1 біла тура | 7 |
| 6 | g7 білий пішак · h7 чорний пішак · d6 чорний пішак · f6 білий слон · h6 білий ферзь · c5 чорний пішак · d5 чорний пішак · f5 білий слон · g5 білий король · h5 білий пішак · b4 чорний пішак · g4 біла тура · h4 білий пішак · a3 білий кінь · b3 чорний пішак · e3 чорний пішак · g3 білий кінь · a2 чорний слон · b2 білий пішак · d2 чорний король · f1 біла тура | g7 білий пішак · h7 чорний пішак · d6 чорний пішак · f6 білий слон · h6 білий ферзь · c5 чорний пішак · d5 чорний пішак · f5 білий слон · g5 білий король · h5 білий пішак · b4 чорний пішак · g4 біла тура · h4 білий пішак · a3 білий кінь · b3 чорний пішак · e3 чорний пішак · g3 білий кінь · a2 чорний слон · b2 білий пішак · d2 чорний король · f1 біла тура | g7 білий пішак · h7 чорний пішак · d6 чорний пішак · f6 білий слон · h6 білий ферзь · c5 чорний пішак · d5 чорний пішак · f5 білий слон · g5 білий король · h5 білий пішак · b4 чорний пішак · g4 біла тура · h4 білий пішак · a3 білий кінь · b3 чорний пішак · e3 чорний пішак · g3 білий кінь · a2 чорний слон · b2 білий пішак · d2 чорний король · f1 біла тура | g7 білий пішак · h7 чорний пішак · d6 чорний пішак · f6 білий слон · h6 білий ферзь · c5 чорний пішак · d5 чорний пішак · f5 білий слон · g5 білий король · h5 білий пішак · b4 чорний пішак · g4 біла тура · h4 білий пішак · a3 білий кінь · b3 чорний пішак · e3 чорний пішак · g3 білий кінь · a2 чорний слон · b2 білий пішак · d2 чорний король · f1 біла тура | g7 білий пішак · h7 чорний пішак · d6 чорний пішак · f6 білий слон · h6 білий ферзь · c5 чорний пішак · d5 чорний пішак · f5 білий слон · g5 білий король · h5 білий пішак · b4 чорний пішак · g4 біла тура · h4 білий пішак · a3 білий кінь · b3 чорний пішак · e3 чорний пішак · g3 білий кінь · a2 чорний слон · b2 білий пішак · d2 чорний король · f1 біла тура | g7 білий пішак · h7 чорний пішак · d6 чорний пішак · f6 білий слон · h6 білий ферзь · c5 чорний пішак · d5 чорний пішак · f5 білий слон · g5 білий король · h5 білий пішак · b4 чорний пішак · g4 біла тура · h4 білий пішак · a3 білий кінь · b3 чорний пішак · e3 чорний пішак · g3 білий кінь · a2 чорний слон · b2 білий пішак · d2 чорний король · f1 біла тура | g7 білий пішак · h7 чорний пішак · d6 чорний пішак · f6 білий слон · h6 білий ферзь · c5 чорний пішак · d5 чорний пішак · f5 білий слон · g5 білий король · h5 білий пішак · b4 чорний пішак · g4 біла тура · h4 білий пішак · a3 білий кінь · b3 чорний пішак · e3 чорний пішак · g3 білий кінь · a2 чорний слон · b2 білий пішак · d2 чорний король · f1 біла тура | g7 білий пішак · h7 чорний пішак · d6 чорний пішак · f6 білий слон · h6 білий ферзь · c5 чорний пішак · d5 чорний пішак · f5 білий слон · g5 білий король · h5 білий пішак · b4 чорний пішак · g4 біла тура · h4 білий пішак · a3 білий кінь · b3 чорний пішак · e3 чорний пішак · g3 білий кінь · a2 чорний слон · b2 білий пішак · d2 чорний король · f1 біла тура | 6 |
| 5 | g7 білий пішак · h7 чорний пішак · d6 чорний пішак · f6 білий слон · h6 білий ферзь · c5 чорний пішак · d5 чорний пішак · f5 білий слон · g5 білий король · h5 білий пішак · b4 чорний пішак · g4 біла тура · h4 білий пішак · a3 білий кінь · b3 чорний пішак · e3 чорний пішак · g3 білий кінь · a2 чорний слон · b2 білий пішак · d2 чорний король · f1 біла тура | g7 білий пішак · h7 чорний пішак · d6 чорний пішак · f6 білий слон · h6 білий ферзь · c5 чорний пішак · d5 чорний пішак · f5 білий слон · g5 білий король · h5 білий пішак · b4 чорний пішак · g4 біла тура · h4 білий пішак · a3 білий кінь · b3 чорний пішак · e3 чорний пішак · g3 білий кінь · a2 чорний слон · b2 білий пішак · d2 чорний король · f1 біла тура | g7 білий пішак · h7 чорний пішак · d6 чорний пішак · f6 білий слон · h6 білий ферзь · c5 чорний пішак · d5 чорний пішак · f5 білий слон · g5 білий король · h5 білий пішак · b4 чорний пішак · g4 біла тура · h4 білий пішак · a3 білий кінь · b3 чорний пішак · e3 чорний пішак · g3 білий кінь · a2 чорний слон · b2 білий пішак · d2 чорний король · f1 біла тура | g7 білий пішак · h7 чорний пішак · d6 чорний пішак · f6 білий слон · h6 білий ферзь · c5 чорний пішак · d5 чорний пішак · f5 білий слон · g5 білий король · h5 білий пішак · b4 чорний пішак · g4 біла тура · h4 білий пішак · a3 білий кінь · b3 чорний пішак · e3 чорний пішак · g3 білий кінь · a2 чорний слон · b2 білий пішак · d2 чорний король · f1 біла тура | g7 білий пішак · h7 чорний пішак · d6 чорний пішак · f6 білий слон · h6 білий ферзь · c5 чорний пішак · d5 чорний пішак · f5 білий слон · g5 білий король · h5 білий пішак · b4 чорний пішак · g4 біла тура · h4 білий пішак · a3 білий кінь · b3 чорний пішак · e3 чорний пішак · g3 білий кінь · a2 чорний слон · b2 білий пішак · d2 чорний король · f1 біла тура | g7 білий пішак · h7 чорний пішак · d6 чорний пішак · f6 білий слон · h6 білий ферзь · c5 чорний пішак · d5 чорний пішак · f5 білий слон · g5 білий король · h5 білий пішак · b4 чорний пішак · g4 біла тура · h4 білий пішак · a3 білий кінь · b3 чорний пішак · e3 чорний пішак · g3 білий кінь · a2 чорний слон · b2 білий пішак · d2 чорний король · f1 біла тура | g7 білий пішак · h7 чорний пішак · d6 чорний пішак · f6 білий слон · h6 білий ферзь · c5 чорний пішак · d5 чорний пішак · f5 білий слон · g5 білий король · h5 білий пішак · b4 чорний пішак · g4 біла тура · h4 білий пішак · a3 білий кінь · b3 чорний пішак · e3 чорний пішак · g3 білий кінь · a2 чорний слон · b2 білий пішак · d2 чорний король · f1 біла тура | g7 білий пішак · h7 чорний пішак · d6 чорний пішак · f6 білий слон · h6 білий ферзь · c5 чорний пішак · d5 чорний пішак · f5 білий слон · g5 білий король · h5 білий пішак · b4 чорний пішак · g4 біла тура · h4 білий пішак · a3 білий кінь · b3 чорний пішак · e3 чорний пішак · g3 білий кінь · a2 чорний слон · b2 білий пішак · d2 чорний король · f1 біла тура | 5 |
| 4 | g7 білий пішак · h7 чорний пішак · d6 чорний пішак · f6 білий слон · h6 білий ферзь · c5 чорний пішак · d5 чорний пішак · f5 білий слон · g5 білий король · h5 білий пішак · b4 чорний пішак · g4 біла тура · h4 білий пішак · a3 білий кінь · b3 чорний пішак · e3 чорний пішак · g3 білий кінь · a2 чорний слон · b2 білий пішак · d2 чорний король · f1 біла тура | g7 білий пішак · h7 чорний пішак · d6 чорний пішак · f6 білий слон · h6 білий ферзь · c5 чорний пішак · d5 чорний пішак · f5 білий слон · g5 білий король · h5 білий пішак · b4 чорний пішак · g4 біла тура · h4 білий пішак · a3 білий кінь · b3 чорний пішак · e3 чорний пішак · g3 білий кінь · a2 чорний слон · b2 білий пішак · d2 чорний король · f1 біла тура | g7 білий пішак · h7 чорний пішак · d6 чорний пішак · f6 білий слон · h6 білий ферзь · c5 чорний пішак · d5 чорний пішак · f5 білий слон · g5 білий король · h5 білий пішак · b4 чорний пішак · g4 біла тура · h4 білий пішак · a3 білий кінь · b3 чорний пішак · e3 чорний пішак · g3 білий кінь · a2 чорний слон · b2 білий пішак · d2 чорний король · f1 біла тура | g7 білий пішак · h7 чорний пішак · d6 чорний пішак · f6 білий слон · h6 білий ферзь · c5 чорний пішак · d5 чорний пішак · f5 білий слон · g5 білий король · h5 білий пішак · b4 чорний пішак · g4 біла тура · h4 білий пішак · a3 білий кінь · b3 чорний пішак · e3 чорний пішак · g3 білий кінь · a2 чорний слон · b2 білий пішак · d2 чорний король · f1 біла тура | g7 білий пішак · h7 чорний пішак · d6 чорний пішак · f6 білий слон · h6 білий ферзь · c5 чорний пішак · d5 чорний пішак · f5 білий слон · g5 білий король · h5 білий пішак · b4 чорний пішак · g4 біла тура · h4 білий пішак · a3 білий кінь · b3 чорний пішак · e3 чорний пішак · g3 білий кінь · a2 чорний слон · b2 білий пішак · d2 чорний король · f1 біла тура | g7 білий пішак · h7 чорний пішак · d6 чорний пішак · f6 білий слон · h6 білий ферзь · c5 чорний пішак · d5 чорний пішак · f5 білий слон · g5 білий король · h5 білий пішак · b4 чорний пішак · g4 біла тура · h4 білий пішак · a3 білий кінь · b3 чорний пішак · e3 чорний пішак · g3 білий кінь · a2 чорний слон · b2 білий пішак · d2 чорний король · f1 біла тура | g7 білий пішак · h7 чорний пішак · d6 чорний пішак · f6 білий слон · h6 білий ферзь · c5 чорний пішак · d5 чорний пішак · f5 білий слон · g5 білий король · h5 білий пішак · b4 чорний пішак · g4 біла тура · h4 білий пішак · a3 білий кінь · b3 чорний пішак · e3 чорний пішак · g3 білий кінь · a2 чорний слон · b2 білий пішак · d2 чорний король · f1 біла тура | g7 білий пішак · h7 чорний пішак · d6 чорний пішак · f6 білий слон · h6 білий ферзь · c5 чорний пішак · d5 чорний пішак · f5 білий слон · g5 білий король · h5 білий пішак · b4 чорний пішак · g4 біла тура · h4 білий пішак · a3 білий кінь · b3 чорний пішак · e3 чорний пішак · g3 білий кінь · a2 чорний слон · b2 білий пішак · d2 чорний король · f1 біла тура | 4 |
| 3 | g7 білий пішак · h7 чорний пішак · d6 чорний пішак · f6 білий слон · h6 білий ферзь · c5 чорний пішак · d5 чорний пішак · f5 білий слон · g5 білий король · h5 білий пішак · b4 чорний пішак · g4 біла тура · h4 білий пішак · a3 білий кінь · b3 чорний пішак · e3 чорний пішак · g3 білий кінь · a2 чорний слон · b2 білий пішак · d2 чорний король · f1 біла тура | g7 білий пішак · h7 чорний пішак · d6 чорний пішак · f6 білий слон · h6 білий ферзь · c5 чорний пішак · d5 чорний пішак · f5 білий слон · g5 білий король · h5 білий пішак · b4 чорний пішак · g4 біла тура · h4 білий пішак · a3 білий кінь · b3 чорний пішак · e3 чорний пішак · g3 білий кінь · a2 чорний слон · b2 білий пішак · d2 чорний король · f1 біла тура | g7 білий пішак · h7 чорний пішак · d6 чорний пішак · f6 білий слон · h6 білий ферзь · c5 чорний пішак · d5 чорний пішак · f5 білий слон · g5 білий король · h5 білий пішак · b4 чорний пішак · g4 біла тура · h4 білий пішак · a3 білий кінь · b3 чорний пішак · e3 чорний пішак · g3 білий кінь · a2 чорний слон · b2 білий пішак · d2 чорний король · f1 біла тура | g7 білий пішак · h7 чорний пішак · d6 чорний пішак · f6 білий слон · h6 білий ферзь · c5 чорний пішак · d5 чорний пішак · f5 білий слон · g5 білий король · h5 білий пішак · b4 чорний пішак · g4 біла тура · h4 білий пішак · a3 білий кінь · b3 чорний пішак · e3 чорний пішак · g3 білий кінь · a2 чорний слон · b2 білий пішак · d2 чорний король · f1 біла тура | g7 білий пішак · h7 чорний пішак · d6 чорний пішак · f6 білий слон · h6 білий ферзь · c5 чорний пішак · d5 чорний пішак · f5 білий слон · g5 білий король · h5 білий пішак · b4 чорний пішак · g4 біла тура · h4 білий пішак · a3 білий кінь · b3 чорний пішак · e3 чорний пішак · g3 білий кінь · a2 чорний слон · b2 білий пішак · d2 чорний король · f1 біла тура | g7 білий пішак · h7 чорний пішак · d6 чорний пішак · f6 білий слон · h6 білий ферзь · c5 чорний пішак · d5 чорний пішак · f5 білий слон · g5 білий король · h5 білий пішак · b4 чорний пішак · g4 біла тура · h4 білий пішак · a3 білий кінь · b3 чорний пішак · e3 чорний пішак · g3 білий кінь · a2 чорний слон · b2 білий пішак · d2 чорний король · f1 біла тура | g7 білий пішак · h7 чорний пішак · d6 чорний пішак · f6 білий слон · h6 білий ферзь · c5 чорний пішак · d5 чорний пішак · f5 білий слон · g5 білий король · h5 білий пішак · b4 чорний пішак · g4 біла тура · h4 білий пішак · a3 білий кінь · b3 чорний пішак · e3 чорний пішак · g3 білий кінь · a2 чорний слон · b2 білий пішак · d2 чорний король · f1 біла тура | g7 білий пішак · h7 чорний пішак · d6 чорний пішак · f6 білий слон · h6 білий ферзь · c5 чорний пішак · d5 чорний пішак · f5 білий слон · g5 білий король · h5 білий пішак · b4 чорний пішак · g4 біла тура · h4 білий пішак · a3 білий кінь · b3 чорний пішак · e3 чорний пішак · g3 білий кінь · a2 чорний слон · b2 білий пішак · d2 чорний король · f1 біла тура | 3 |
| 2 | g7 білий пішак · h7 чорний пішак · d6 чорний пішак · f6 білий слон · h6 білий ферзь · c5 чорний пішак · d5 чорний пішак · f5 білий слон · g5 білий король · h5 білий пішак · b4 чорний пішак · g4 біла тура · h4 білий пішак · a3 білий кінь · b3 чорний пішак · e3 чорний пішак · g3 білий кінь · a2 чорний слон · b2 білий пішак · d2 чорний король · f1 біла тура | g7 білий пішак · h7 чорний пішак · d6 чорний пішак · f6 білий слон · h6 білий ферзь · c5 чорний пішак · d5 чорний пішак · f5 білий слон · g5 білий король · h5 білий пішак · b4 чорний пішак · g4 біла тура · h4 білий пішак · a3 білий кінь · b3 чорний пішак · e3 чорний пішак · g3 білий кінь · a2 чорний слон · b2 білий пішак · d2 чорний король · f1 біла тура | g7 білий пішак · h7 чорний пішак · d6 чорний пішак · f6 білий слон · h6 білий ферзь · c5 чорний пішак · d5 чорний пішак · f5 білий слон · g5 білий король · h5 білий пішак · b4 чорний пішак · g4 біла тура · h4 білий пішак · a3 білий кінь · b3 чорний пішак · e3 чорний пішак · g3 білий кінь · a2 чорний слон · b2 білий пішак · d2 чорний король · f1 біла тура | g7 білий пішак · h7 чорний пішак · d6 чорний пішак · f6 білий слон · h6 білий ферзь · c5 чорний пішак · d5 чорний пішак · f5 білий слон · g5 білий король · h5 білий пішак · b4 чорний пішак · g4 біла тура · h4 білий пішак · a3 білий кінь · b3 чорний пішак · e3 чорний пішак · g3 білий кінь · a2 чорний слон · b2 білий пішак · d2 чорний король · f1 біла тура | g7 білий пішак · h7 чорний пішак · d6 чорний пішак · f6 білий слон · h6 білий ферзь · c5 чорний пішак · d5 чорний пішак · f5 білий слон · g5 білий король · h5 білий пішак · b4 чорний пішак · g4 біла тура · h4 білий пішак · a3 білий кінь · b3 чорний пішак · e3 чорний пішак · g3 білий кінь · a2 чорний слон · b2 білий пішак · d2 чорний король · f1 біла тура | g7 білий пішак · h7 чорний пішак · d6 чорний пішак · f6 білий слон · h6 білий ферзь · c5 чорний пішак · d5 чорний пішак · f5 білий слон · g5 білий король · h5 білий пішак · b4 чорний пішак · g4 біла тура · h4 білий пішак · a3 білий кінь · b3 чорний пішак · e3 чорний пішак · g3 білий кінь · a2 чорний слон · b2 білий пішак · d2 чорний король · f1 біла тура | g7 білий пішак · h7 чорний пішак · d6 чорний пішак · f6 білий слон · h6 білий ферзь · c5 чорний пішак · d5 чорний пішак · f5 білий слон · g5 білий король · h5 білий пішак · b4 чорний пішак · g4 біла тура · h4 білий пішак · a3 білий кінь · b3 чорний пішак · e3 чорний пішак · g3 білий кінь · a2 чорний слон · b2 білий пішак · d2 чорний король · f1 біла тура | g7 білий пішак · h7 чорний пішак · d6 чорний пішак · f6 білий слон · h6 білий ферзь · c5 чорний пішак · d5 чорний пішак · f5 білий слон · g5 білий король · h5 білий пішак · b4 чорний пішак · g4 біла тура · h4 білий пішак · a3 білий кінь · b3 чорний пішак · e3 чорний пішак · g3 білий кінь · a2 чорний слон · b2 білий пішак · d2 чорний король · f1 біла тура | 2 |
| 1 | g7 білий пішак · h7 чорний пішак · d6 чорний пішак · f6 білий слон · h6 білий ферзь · c5 чорний пішак · d5 чорний пішак · f5 білий слон · g5 білий король · h5 білий пішак · b4 чорний пішак · g4 біла тура · h4 білий пішак · a3 білий кінь · b3 чорний пішак · e3 чорний пішак · g3 білий кінь · a2 чорний слон · b2 білий пішак · d2 чорний король · f1 біла тура | g7 білий пішак · h7 чорний пішак · d6 чорний пішак · f6 білий слон · h6 білий ферзь · c5 чорний пішак · d5 чорний пішак · f5 білий слон · g5 білий король · h5 білий пішак · b4 чорний пішак · g4 біла тура · h4 білий пішак · a3 білий кінь · b3 чорний пішак · e3 чорний пішак · g3 білий кінь · a2 чорний слон · b2 білий пішак · d2 чорний король · f1 біла тура | g7 білий пішак · h7 чорний пішак · d6 чорний пішак · f6 білий слон · h6 білий ферзь · c5 чорний пішак · d5 чорний пішак · f5 білий слон · g5 білий король · h5 білий пішак · b4 чорний пішак · g4 біла тура · h4 білий пішак · a3 білий кінь · b3 чорний пішак · e3 чорний пішак · g3 білий кінь · a2 чорний слон · b2 білий пішак · d2 чорний король · f1 біла тура | g7 білий пішак · h7 чорний пішак · d6 чорний пішак · f6 білий слон · h6 білий ферзь · c5 чорний пішак · d5 чорний пішак · f5 білий слон · g5 білий король · h5 білий пішак · b4 чорний пішак · g4 біла тура · h4 білий пішак · a3 білий кінь · b3 чорний пішак · e3 чорний пішак · g3 білий кінь · a2 чорний слон · b2 білий пішак · d2 чорний король · f1 біла тура | g7 білий пішак · h7 чорний пішак · d6 чорний пішак · f6 білий слон · h6 білий ферзь · c5 чорний пішак · d5 чорний пішак · f5 білий слон · g5 білий король · h5 білий пішак · b4 чорний пішак · g4 біла тура · h4 білий пішак · a3 білий кінь · b3 чорний пішак · e3 чорний пішак · g3 білий кінь · a2 чорний слон · b2 білий пішак · d2 чорний король · f1 біла тура | g7 білий пішак · h7 чорний пішак · d6 чорний пішак · f6 білий слон · h6 білий ферзь · c5 чорний пішак · d5 чорний пішак · f5 білий слон · g5 білий король · h5 білий пішак · b4 чорний пішак · g4 біла тура · h4 білий пішак · a3 білий кінь · b3 чорний пішак · e3 чорний пішак · g3 білий кінь · a2 чорний слон · b2 білий пішак · d2 чорний король · f1 біла тура | g7 білий пішак · h7 чорний пішак · d6 чорний пішак · f6 білий слон · h6 білий ферзь · c5 чорний пішак · d5 чорний пішак · f5 білий слон · g5 білий король · h5 білий пішак · b4 чорний пішак · g4 біла тура · h4 білий пішак · a3 білий кінь · b3 чорний пішак · e3 чорний пішак · g3 білий кінь · a2 чорний слон · b2 білий пішак · d2 чорний король · f1 біла тура | g7 білий пішак · h7 чорний пішак · d6 чорний пішак · f6 білий слон · h6 білий ферзь · c5 чорний пішак · d5 чорний пішак · f5 білий слон · g5 білий король · h5 білий пішак · b4 чорний пішак · g4 біла тура · h4 білий пішак · a3 білий кінь · b3 чорний пішак · e3 чорний пішак · g3 білий кінь · a2 чорний слон · b2 білий пішак · d2 чорний король · f1 біла тура | 1 |
|   | a | b | c | d | e | f | g | h |   |

FEN: 8/6Pp/3p1B1Q/2pp1BKP/1p4RP/Np2p1N1/bP1k4/5R2

1. ... c4   2. Rd4#,     1. ... d4 2. Sc4#

1. ... Bb1 2. Sxb1#,   1. ... ba 2. Bc3#,   1. ... e2 2. ??
1. Bd4? e2 2. Kf6#,   1. ... c4!

1. Rc4? e2 2. Kg4#,  1. ... d4!

1. Bb1? e2 2. Kf5#,   1. ... Bxb1!

1. Be7? e2 2. Kf6#,   1. ... ba!

1. Bd8! e2 2. Kf6#
1. ... ba 2. Ba5#

В рішенні на хід чорних «1. ... e2» проходить мат, на хід «1. ... ba» мат змінився, на решту ходів чорних фігур мати проходять такі як в ілюзорній грі.